# Celosterna perakensis
Celosterna perakensis är en skalbaggsart som beskrevs av Stefan von Breuning 1976. Celosterna perakensis ingår i släktet Celosterna och familjen långhorningar. Inga underarter finns listade.